# Квіткоїд сіробокий
Квіткоїд сіробокий (Dicaeum celebicum) — вид горобцеподібних птахів родини квіткоїдових (Dicaeidae).

## Поширення
Ендемік Індонезії. Поширений на острові Сулавесі та багатьох сусідних дрібних островах. Населяє субтропічні або тропічні вологі низинні ліси та субтропічні або тропічні вологі гірські ліси.

## Підвиди
Включає п'ять підвидів:
- D. c. talautense Meyer, AB & Wiglesworth, 1895 — острови Талауд.
- D. c. sanghirense Salvadori, 1876 — Сангіхе та острови Сіау.
- D. c. celebicum Müller, S, 1843 — Сулавесі, Манадотуа, Бангка, Лембех, Тогіан, Муна і Бутунг.
- D. c. sulaense Sharpe, 1884 — острови Сула і Банггай.
- D. c. kuehni Hartert, 1903 — на архіпелазі Вакатобі.